# Nieuwe Stijl KTPI
De Nieuwe Stijl KTPI (NSK) is een politieke partij in Suriname. De partij is een afsplitsing van de KTPI, waarbinnen het als vernieuwingstroming is begonnen.
In 2012 groeiden de leider van de KTPI, Willy Soemita, en een van de twee Assemblée-leden, Oesman Wangsabesari, uit elkaar. Tijdens de reshuffle (herschikking) van het kabinet-Bouterse I van maart/april 2012 verloor Paul Abena zijn ministerspost en werd hij opgevolgd door Ismanto Adna van NSK. Later volgden nog toenaderingen. De breuk met de KTPI werd uiteindelijk definitief toen de NSK in 2014 als zelfstandige partij werd geproclameerd, met Wangsabesari als partijvoorzitter.
Tijdens de verkiezingen van 2015 vormde de NSK een alliantie met de NDP. Hierbij stond Wangsabesari op nummer 14 en Adna op nummer 6 van de verkiezingslijsten van de NDP in respectievelijk Paramaribo en Wanica. Adna werd niet verkozen en verruilde hierna de politiek voor een baan in de zakenwereld en een topfunctie bij Energiebedrijven Suriname. Wangsabesari kreeg 370 kiezers achter zich, minder dan de 469 die in 2010 op hem hadden gestemd. Hij werd op 22 mei 2018 opnieuw lid van DNA nadat Stephen Tsang minister van HI&T werd en diens zetel vrijkwam.